# Charinus troglobius
Charinus troglobius är en spindeldjursart som beskrevs av Baptista och Giupponi 2002. Charinus troglobius ingår i släktet Charinus och familjen Charinidae. Inga underarter finns listade i Catalogue of Life.